# Na Boquinha da Garrafa
Na Boquinha da Garrafa es un álbum de la banda brasileña Companhia do Pagode, lanzado en 1995. El álbum tuvo un gran éxito comercial, principalmente con el tema principal, «Na Boquinha da Garrafa», que tuvo una gran cobertura mediática durante el apogeo de los grupos pagode bahianos, en la segunda mitad de los años 1990. El álbum fue certificado oro por la ABPD, con más de 200,000 copias vendidas.

## Lista de canciones
| N.º   | Título                   | Duración |  |
| 1.    | «Na Boquinha da Garrafa» | 2:59     |  |
| 2.    | «Minha Pretinha»         | 2:58     |  |
| 3.    | «Mariana»                | 3:14     |  |
| 4.    | «A Dança do Robô»        | 2:59     |  |
| 5.    | «O Nome da Nega»         | 3:15     |  |
| 6.    | «Cara de Babaca»         | 3:18     |  |
| 7.    | «Pingos de Lágrima»      | 3:23     |  |
| 8.    | «Meu Professor É Boiola» | 3:33     |  |
| 9.    | «Amor Misterioso»        | 3:51     |  |
| 10.   | «Piolho Chato»           | 2:59     |  |
| 11.   | «Embalo Danado»          | 3:23     |  |
| 12.   | «O Travesti»             | 3:33     |  |
| 13.   | «Momento Afrodisíaco»    | 3:18     |  |
| 43:14 |                          |          |  |